# مارلين ميلتزر
مارلين ميلتزر (بالإنجليزية: Marlyn Meltzer)‏ كانت واحدة من المصممين الأصليين لحاسوب الـ إينياك.
ولدت باسم مارلين ويسكوف وتخرجت في جامعة تمبل سنة 1942. وظفت من قبل كلية مور للهندسة في وقت لاحق من ذلك العام لتنفيذ العمليات الحسابية للطقس، ويرجع ذلك أساسا لأنها عرفت كيفية تشغيل ألة الجمع، في سنة 1943، وظفت لتقوم العمليات الحسابية لمسارات المقذوفات.
في عام 1945, تم اختيارها لتكون أحد المصممين الأوليين لمجموعة إينياك. على الرغم من أنها ذكرت في «امرأة إينياك» ,في ذلك الوقت، تم نسب تقدير قليل إلى النساء العاملات على الكمبيوتر.استقالت من الفريق عام 1947 لتتزوج قبل أن تم نقل إينياك إلى أبيردين بروفينغ غراوند.
في عام 1997 أدخلت إلى قاعة المشاهير الدولية للمرأة والتكنولوجيا، بالإضافة إلى المصممين الأصليين لـحاسوب ENIAC.

## المصدر
- The Women of ENIAC
- WITI: Marlyn Meltzer